# Lasisk
Lasisk, polnisch Łaziska, ist ein Ort in Oberschlesien in der Gemeinde Himmelwitz (Jemielnica) im Powiat Strzelecki in der Woiwodschaft Oppeln.

## Geografie

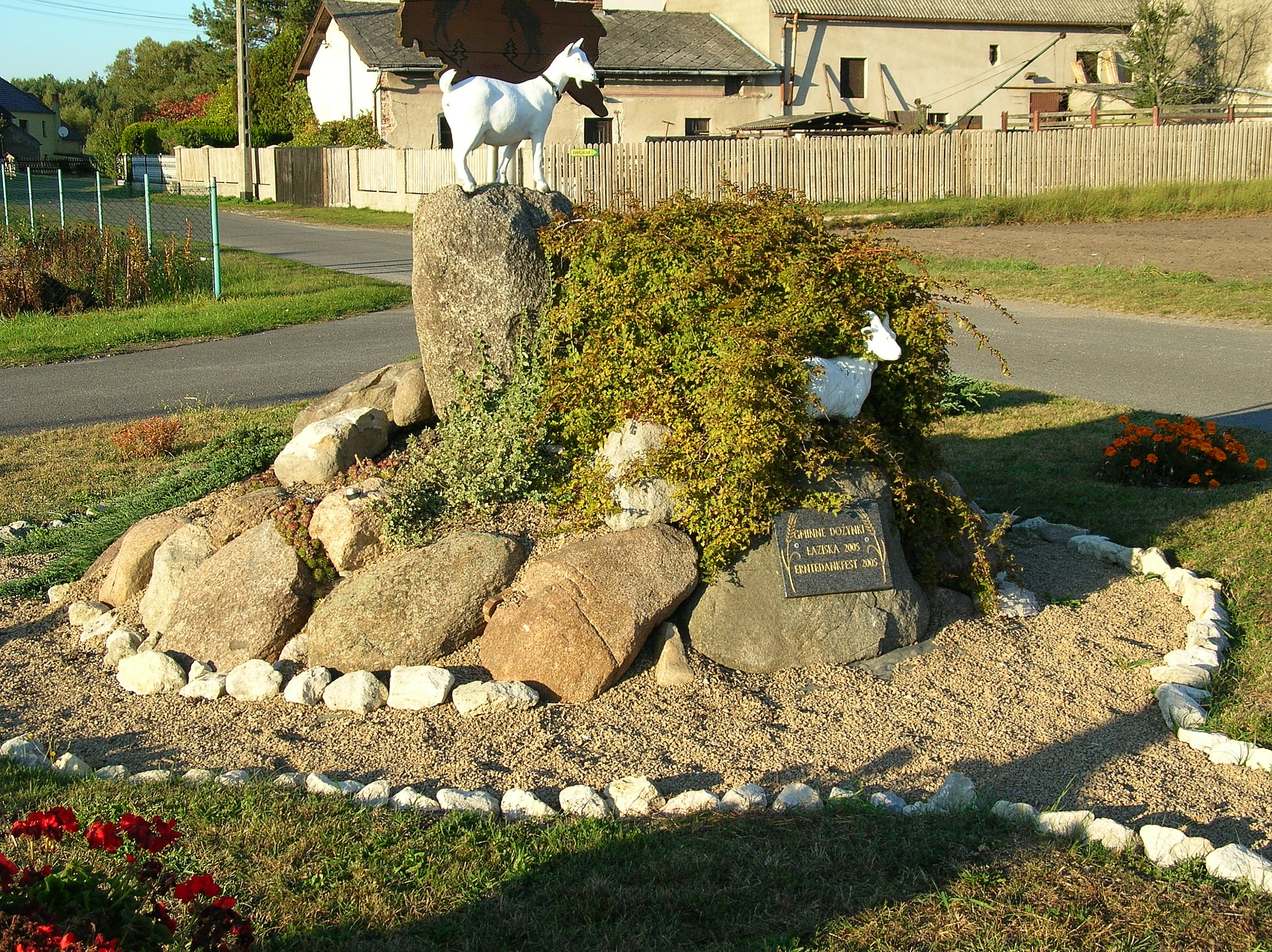
Denkmal zur Erinnerung an das Erntedankfest der Gemeinde 2005

Lasisk liegt nördlich des Gemeindesitzes Jemielnica.

## Geschichte
Der Ort wurde 1300 erstmals urkundlich erwähnt.
Anfang des 19. Jahrhunderts lebten in Lasisk 205 Einwohner, Mitte des Jahrhunderts 573 Einwohner, davon 15 Protestanten.
Bei der Volksabstimmung am 20. März 1921 stimmten 59 Wahlberechtigte für einen Verbleib bei Deutschland und 385 für Polen. Gleichwohl verblieb Lasisk beim Deutschen Reich. 1933 lebten in Lasisk 887 Einwohner.
Am 3. Juli 1936 wurde der Ort in Läsen umbenannt. 1939 lebten in Läsen 956 Einwohner.
1945 kam der Ort unter polnische Verwaltung und wurde in Łaziska umbenannt. 1950 wurde der Ort der Woiwodschaft Oppeln und 1999 dem wiedergegründeten Powiat Strzelecki zugeteilt. Im November 2008 erhielt der Ort zusätzlich den amtlichen deutschen Ortsnamen Lasisk.

## Persönlichkeiten
- Johann Rudolf von Zawadsky (1754–1823), preußischer Landrat